# ترجمة فورية
الترجمة الشفوية هي عملية لغوية تتضمن الترجمة لما يقوله المتحدثون من لغتين مختلفتين أو من لغة محكية إلى لغة الإشارة للصم. وتتجلى أهمية الترجمة الشفوية في المؤتمرات الدولية سياسية كانت أم اقتصادية كما لها أهميتها الخاصة في تغطية الأحداث ذات الصبغة العالمية، بيد أنَّ أهميتها الكبرى تتجسد في الترجمة المجتمعية التي تساعد الناس في التفاهم مع مقدمي الخدمة في المحاكم والمستشفيات والمرافق المجتمعية الأخرى كالتعامل مع السلطات والهيئات الحكومية وفي مقابلات تحديد صفة اللجوء لطالبي اللجوء والمقاصد السياحية إضافة إلى الوفود الدبلوماسية.
هناك نوعان أساسيان للترجمة الشفوية هما الترجمة الفورية التزامنية و الترجمة التتابعية. الأولى تحدث وقت حديث المتحدث كما يحدث في ترجمة المؤتمرات وفي ترجمة المقابلات المتلفزة المباشرة في حين تتاح الفرصة للمترجم التتابعي في أن يسمع جزءا معيناً من الكلام ثم يبدأ ترجمة ما سمع إلى الحضور بعد توقف المتحدث.

## تاريخ الترجمة الشفوية
من المفترض أنَّ البشر عرفوا الترجمة الشفوية منذ أن نشأت اللغات وفرضت على الشعوب التواصل من خلال الترجمان في معاملاتهم التجارية وأسفارهم ومحادثاتهم السياسية. ولمَّا كانت الترجمة الشفوية تعتمد أساساً على ترجمة الكلام المحكي، لم يكن بمقدور العلماء أو المؤرخين توثيق مراحل هذا النمط من الترجمة وتطوره عبر العصور خاصَّة أن تقانات الترجمة الشفوية التي تعتمد على الآلة والمعدات الصوتية لم تكن معروفة قبل منتصف القرن العشرين. إلا أنَّ أقدم دليل على استخدام البشر للترجمة الشفوية نجده في نقوش فرعونية تمثل حور أم حب وهو يمارس الترجمة الشفوية بنفسه قبل أن يصبح فرعوناً وكان ذلك في القرن الرابع عشر قبل الميلاد. وفي التاريخ الإسلامي، ذُكِرَت مهمة المترجم الشفوي في السنة النبوية الشريفة إذ أناط النبي محمد صلى الله عليه وسلم مهمة الترجمة الشفوية للصحابي الجليل زيد بن ثابت الذي تعلم عدة لغات لهذا الغرض. وقد أخرج البخاري في صحيحه عن خارجة بن زيد بن ثابت عن زيد بن ثابت أن النبي صلى الله عليه وسلم أمره أن يتعلم كتاب اليهود حتى كتبت للنبي صلى الله عليه وسلم كتبه وأقرأته كتبهم إذا كتبوا إليه وقال عمر وعنده علي وعبد الرحمن وعثمان ماذا تقول هذه قال عبد الرحمن بن حاطب فقلت تخبرك بصاحبها الذي صنع بها وقال أبو جمرة كنت أترجم بين ابن عباس وبين الناس وقال بعض الناس «لا بد للحاكم من مترجمين».

## أنواع الترجمة الشفوية
هناك أنواع مختلفة للترجمة الشفوية حسب البيئة التي تُنفَّذ بها هذه العملية وكذلك حسب الموضوع، وكل واحدة من هذه الأنواع تتطلب مهارات معرفية ولغوية خاصة ومؤهلات علمية وعملية.
من بين أنواع الترجمة التي يتداولها المترجمون والتي لها ذكر في الكتابات الخاصة بالترجمة، ثلاثة أنواع تركز على شكل التقديم وأما الأنواع المتبقية فهي تؤكد الوضع أو المادة التي يدور الحديث حولها كما يلي تفصيل ذلك.

### الترجمة الفورية المتزامنة
الترجمة المتزامنة (بالإنجليزية: Simultaneous Interpreting)‏ وكما يقترح الاسم تحدث الترجمة إلى اللغة الهدف في وقت قريب من وقت إنتاج المتحدث الرئيسي للرسالة باللغة المصدر. ومن متطلبات هذا النوع من الترجمة جلوس المترجم الشفوي في حجرة معزولة صوتياً مجهزة بمعدات خاصة للاستماع والترجمة. وتوصي منظمة مترجمي المؤتمرات الدولية (الآييك) ضمن معايير الخدمة بتناوب مترجمين اثنين على الأقل في أداء الترجمة.

### الترجمة التتابعية
في هذه الحالة ينتظر المترجم حتى يتم المتحدث كلامه قبل أن يبدأ بالترجمة. في الترجمة التتابعية لا يبدأ المترجم حديثة إلى أن يتوقف المتحدث عن كلامه. ولهذا، في هذه الحالة، يكون لدى المترجم الوقت الكافي ليحلل الفكرة ككل مما يتيح له فهم المعنى بسهولة. وأن حقيقة وجوده بجانب المتحدث في نفس الحيّز المكاني وحقيقة أن المتحدث يتوقف عن الكلام قبل أن يبدأ المترجم يعني أنه يتحدث إلى مستمعين وجها لوجه ويصبح في الواقع هو المتحدث بعد ذلك و يجب أن يستوفي الترجمان جملة من المهارات الخاصة كالتركيز و السرعة في تدوين رؤوس الأقلام.

### الترجمة الهمسية
وتعرف أيضا باسم الوشوشة Chuchotage وعندما تكون أجهزة الترجمة المتزامنة غير متوفرة ويتحدث أحد المشاركين يهمس المترجم، بالتزامن مع المتحدث، في أذن المحتاجين للترجمة.

### ترجمة المؤتمرات
تتيح للمشاركين في اجتماع متعدد الجنسيات للاتصال ببعضهم البعض بطريقة متواصلة تذلل عقبة اللغة فيما بينهم. فالبعض يساوي ترجمة المؤتمرات بالترجمة المتزامنة. فمعظم المؤتمرات تدار بالترجمة المتزامنة في هذه الأيام مع أنه من الضروري أن يكون المترجمون مستعدين لتأدية الترجمة التتابعية أيضا.

### ترجمة الحلقات الدراسية

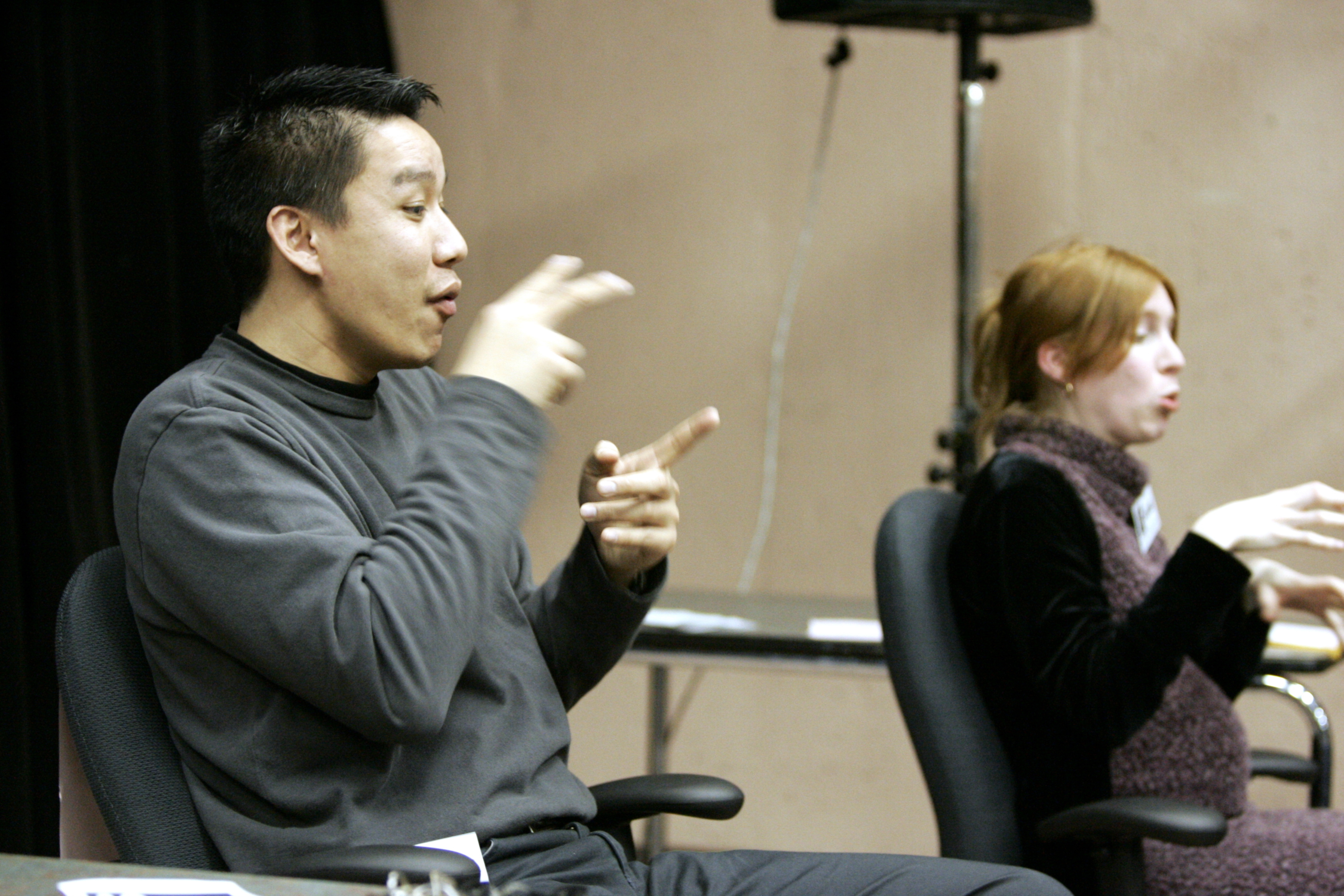
اثنين لغة الإشارة المترجمين العاملين لمدرسة.

تتمير عن ترجمة المؤتمرات بأنها تتم في اجتماعات صغيرة. فالفارق بينهما هو حجم المؤتمر.

### ترجمة المرافق
وهي تعود إلى الترجمة التي تقدم للموظفين الرسميين ورجال الأعمال والمستثمرين والمراقبين وما شابه ذلك ممن يقومون بزيارات ميدانية. تتميّز هذه الترجمة بالتلقائية وبالمواقف المختلفة التي قد يجد المترجم نفسه فيها من اجتماعات رسمية إلى زيارة المصانع وإلى حفلات خاصة. فشكل الترجمة المستخدم في هذه الحالة وفي معظم الأحيان هو تتابعي وفي العادة يقتصر على بعض الجمل في كل مرة.

### الترجمة الإعلامية
تؤدى هذه الترجمة في مؤتمرات صحفية واجتماعات عامة ومقابلات وكذلك أفلام وشرائط فيديو ومؤتمرات تدار عبر الفيديو وبرامح الإذاعة والتلفاز.

### الترجمة في المحاكم وتعرف أيضا بالترجمة القانونية

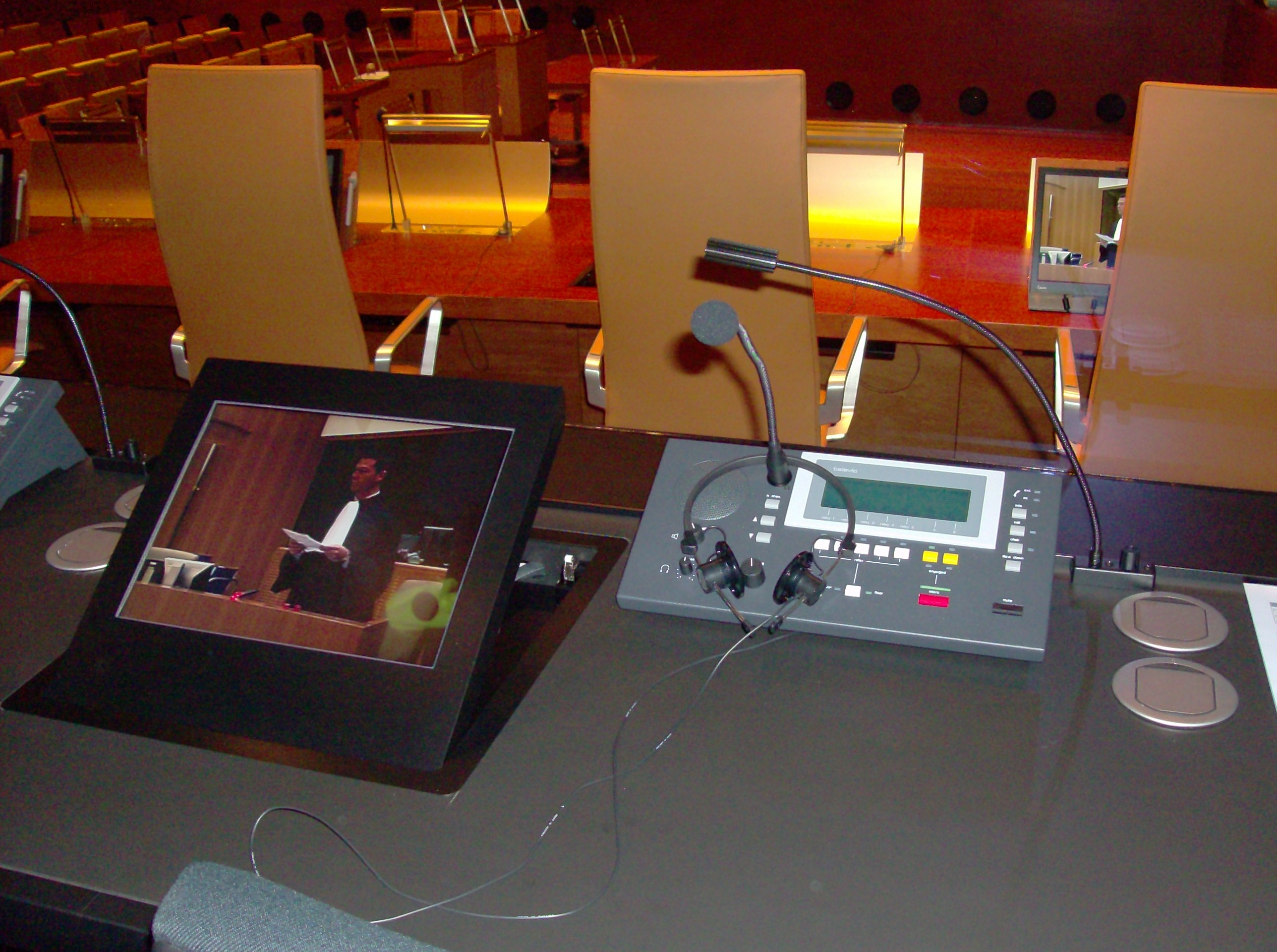
محطة مترجم في وقت واحد في (مؤتمر Televic) في محكمة العدل الأوروبية

وهي تعود إلى الترجمة التي تقدم في المحاكم وفي قضايا قانونية من أي نوع كانت. فالترجمة القانونية تعود إلى الترجمة التي تتم في وضع قانوني داخل المحكمة أو في مكتب المحامي وحيث تتم نشاطات أو كتابات أو أحاديث تتعلق بالقانون. تنقسم الترجمة القانونية حسب المكان إلى:
• شبه قضائية
• قضائية

### الترجمة التجارية
تشمل إدارة الأعمال وفي أضيق المعاني يعني هذا المصطلح أن تدور مناقشة ما بين شخصين من رجال الأعمال من خلال المترجم. ولكننا نأخذ الترجمة في التجارة والأعمال على أوسع ما يكون. فقد يتضمن كل المواقف، خارج الاجتماع والطب والقانون، التي تتطلب وسيطا في الحديث أي المترجم. وما عدا ذلك يدخل في نطاق ترجمة الأعمال والتجارة. وهناك مكان آخر حيث تتم الترجمة باستمرار في مكان العمل. فمثلا يتحدث رئيس شركة ما أو صاحب العمل باللغة الرسمية للبلد المتواجد فيه العمل بينما يتحدث الموظفون بلغة الأقلية وهذا قد يعتبر من ضمن ترجمة الأعمال. وترجمة الأعمال هذه قد تتضمن إما ترجمة تتابعية أو ترجمة متزامنة.

### ترجمة طبية
ومن المصطلحات البديلة هي ترجمة العناية الصحية وترجمة المستشفيات أو الترجمة في الحالات الطبية. تتضمن مواقف متعددة مثل استشارة روتينية مع طبيب أو إجراءات الطوارئ أو دروس توعية حول الولادة أو تعزيز اختبارات معملية معقدة. والكثير من الخبراء يصنفون ترحمة الصحة النفسية كفرع من الترجمة الطبية. وبعض البلدان صنفت الترجمة الطبية القانونية كفرع آخر وهي التي تختص بالخدمات الي تقدم للأطباء الذين يقومون بفحوص طبية بغرض جمع الأدلّة والبراهين في قضايا قانونية مثل دعاوى الإصابات الصناعية وقضايا الإصابات الشخصية. والأهم من ذلك هو أن يتضمن اختبار المختصين بالترجمة الطبية القانونية عند نيل الشهادة اختبارا لمهارات الترجمة المتزامنة مع أن الترجمة التتابعية هي الشكل المعروف في الترجمة الطبية.

### الترجمة التربوية
وهذا اختصاص يتنامى وينتشر بسرعة فائقة وخاصة بين مترجمي لغة الإشارة. فهي تتعلق بالترجمة في داخل الصفوف للطلاب الذين لا يستطيعون فهم لغة التعليم المستخدمة. وكذلك الترجمة بين المدرسين والآباء وفي اجمتاعات مجلس إدارة المدرسة في شهادات قضايا السلوك. فشكل الترجمة هنا هو إما تتابعية أو متزامنة ويعتمد ذلك على الظروف والمواقف.

### ترجمةالهاتف
وهي معروفة أيضا بالترجمة عن بعد. وهذا يدل على أن الترجمة تتم عبر الاتصالات الهاتفية وأحيانا مصحوبة بفيديو أيضا حيث لا المترجم ولا الطرف الآخر يوجدان في نفس الموقع أو المكان. وغالبا ما يعمل المترجمون في هذا المجال في الطب والخدمة الاجتماعية وإدارة الأعمال وقضايا قانونية. وفي الوقت الحالي تتم الترجمة الهاتفية تتابعيا ولكن مع تطور تقنية الاتصالات فستصبح الترجمة المتزامنة هي الأكثر طلبا.

### الترجمة المجتمعية
ويعرف هذا النوع أيضا بالترجمة الثقافية. ربما كان هذا المصطلح هو الأكثر جدلا من سائر الأنواع الأخرى؛ وهو يعني الترجمة التي تتيح للأشخاص الذين لا يتحدثون بطلاقة في اللغات الرسمية في البلد للتخاطب والاتصال مع موظفي قطاع الخدمات العامة لتسهيل الحصول على الخدمات القانونية والصحية والتعليمية والحكومية والاجتماعية. ويعتبر بعض الكتاب الترجمة المجتمعية مظلة تضم تحتها ترجمة المحاكم والترجمة الطبية بيننا يعتبرها آخرون (مترجمون قانونيون في المقام الأول) فرعا منفصلا تماما. أما الشكل المتبع في الترجمة المجتمعية هو شكل الترجمة المتزامنة لا كما يدّعي البعض أن الترجمة التتابعية هي الأنسب.

## المهارات
إن كل الخبراء والعالمين بأمر الترجمة وما يتعلق بها يعترفون بالحاجة إلى اكتساب المصطلحات الفنية ومعرفة محتوى الموضوع المراد الترجمة فيه. إلاّ أننا نرى أحيانا أن المترجمين المهنيين يشكون من عدم فهم عملائهم لهذا الشرط ويعملون بالمقولة: «لا تحتاج إلى فهم الموضوع وما عليك إلا أن تترجم وحسب.» وباختصار، بدرجة أو أخرى، على جميع المترجمين على اختلاف اختصاصاتهم واهتماماتهم أن يتمتعوا بكل المهارات والصفات آنفة الذكر بغض النظر عن موضوع الترجمة أو عن المكان الذي يؤدون فيه أعمالهم.

### المهارات اللغوية
وحتى الأفراد العاديين الذين لا ينتمون إلى هذه المهنة يعترفون بأن المترجم يحتاج إلى معرفة جيدة باللغات التي يعمل ضمنها لينتج ترجمة جيدة ودقيقة وصحيحة. يؤكمد كل المختصين في أنواع الترجمة الفورية من المؤتمرات إلى المحاكم وإلى المجتمع مدى عمق القدرة اللغوية التي يحتاج إليها المترجم.

### المهارات التحليلية
يؤكد المختصون أيضا أن التحليل هو الإستراتيجية الأولى التي يستخدمها المترجم في الترجمة القانونية (المحاكم). إنها لأساسية حقا بالنسبة للترجمة المتزامنة وتعتبر جزءا جوهريا من العملية أكثر من كونها تكتيكا إضافيا. ويؤكدون أيضا على أهمية تحليل الكلام قبل ترجمته وكذلك من المعايير الأساسية في الترجمة الطبية هو التحليل كي يزيد من كفاءة الترجمة وقدرتها.

### الاستماع والاسترجاع
إن الترجمة الفاعلة تتطلب مهارات استماع فاعلة أيضا. فالكثير من الباحثين يعرّفون نوع الاستماع الذي يتمتع به المترجم هو «الاستماع النشط» Active listening وهو مختلف بالضرورة عن أنواع الاستماع الأخرى وعلى المترجم أن يكتسبه ويتعلمه. وكذلك يشار إلى الاسترجاع أو التفكير على أنه أساسي وضروري للمترجم بغض النظر عن نوع الترجمة التي يؤديها. ويذهب البعض إلى أن الذاكرة والاستيعاب غير قابلين للافتراق فكلاهما يعتمد على الآخر. فالتمتع بذاكرة جيدة هام جدا لمن يترجم في مسائل القضاء وعليه أن يتذكر ويضمن في اللغة الثانية (المنقول إليها) كل ما يتعلق بالعناصر اللغوية. وما يحعل مهمة المترجم في المحاكم أكثر صعوبة من مترجم المؤتمرات، مثلا، هو أنه لا يستطيع تجاهل المعلومات غير ذات المدلول أو المعنى كالصمت أو استخدام لغة تحتمل معنيين أو مبهمة ويجب عليه تضمينها في اللغة المنقول إليها لكي يحقق التساوي القانوني بلغة المصدر (الأم).

### المهارات الشخصية
يجب التأكيد الشديد على هذه المهارات فيما بين مترجمي القضايا الطبية والاجتماعية لأنهم يكونون على اتصال مباشر مع أصحاب العلاقة أكثر منه في ترجمة المؤتمرات. ومع ذلك هذه المهارات مطلوبة من جميع المترجمين على اختلاف أنواع اختصاصاتهم ومطلوب منهم أن يتعلموا ويطوروا مثل هذه المهارات الشخصية Interpersonal Skills. وعلى الرغم من الانطباع على أن مترجم المؤتمرات يقضي يومه في زاوية بعيدة يخاطب ويحادث البيروقراطيين بصوت غير معبر إلاّ أن العديد من المؤتمرات يتخللها اتصالات مباشرة فيما بين المترجمين والمشاركين في المؤتمر. والأكثر من ذلك أن الذين يحضرون المؤتمرات ليس من الضروري أنهم موظفون عامون عالميون أو رجال أعمال. فقد يكونون من جميع الطبقات والوظائف. فقد يكونون من عمال المصانع أو ربات البيوت أو مزارعين أو لاجئين.

## التحلّي بالأخلاق
نعم! إن سلوك المترجم له عظيم الأثر على عمله في المسائل القانونية. إن السلوك من الأهمية بمكان لكل المترجمين. فبعض المؤلفين والكتاب يصفون الأوضاع الدقيقة التي يمكن أن تظهر في مؤتمرات الدولة مما يتطلب من المترجم أن يفهم دوره ويمارس الأحكام الجيدة والصحيحة. فمترجم الطب مثلا يجب أن ينتبه إلى أهمية قضايا خصوصية المرضى.

### مهارات التحدث
تعتبر هذه المهارة من أهم المهارات التي تهم المترجم أثناء تدربهم حيث تكمن أهميتها لارتباطها بالظهور أمام حشود كبيرة في المناسبات العامة مثل المؤتمرات والجمعيات العامة أو المؤتمرات الصحفية. حتى ولو كان المكان هادئا لا ضجيج فيه لا يزال المترجم في حاجة إلى مثل هذه المهارات لإيصال أفكاره بوضوح. توصف مهارات التحدث بالصوت بالواضح الجيد واختيار المصطلحات والمفردات والجمل المناسبة. وباختصار، فكل ما يصدر عن المترجم شديد الأهمية إلى حهة نجاح وفاعلية الترجمة.

## الثقافة العامة (المعرفة)
إنه لمن الأهمية بمكان للمترجم أن يكون على دراية تامة وإلمام كبير بالفروقات الثقافية والحضارية والعادات والتقاليد عندما يترجم مواضيع طبية واجتماعية. وكذلك مترجم القانون والمحاكم عليه أن يأخذ البعد الثقافي في الاعتبار مع أنه لا يستطيع تثقيف عملائه عن الفروقات الثقافية. وكذلك مترجم المؤتمرات لا يعتبر نفسه لغويا فقط وإنما وسيطا ثقافيا أيضا. وباختصار، على المترجم ردم الهوة بين الثقافة وبين المفاهيم التي تعيق المشاركين في اجتماعاتهم.
أصبحت الترجمة الفورية، أو كما يطلق عليها أحيانا الشفوية، من النشاطات الشائعة والهامة. وهي تعتبر الآن –في هذه الأيام- جزءا لا يتجزأ من التفاعل والتخاطب الإنساني على جميع المستويات. ونلاحظ أن كثيرا من الأفراد يدخلون في وظائف حكومية ومؤسسات عامة وخاصة غير حكومية على أساس أنهم

## مترجمون فوريون
ومع ذلك نرى أن المترجمين هؤلاء على اتفاق تام بأنهم لا يتلقون الأجر المناسب وأنهم لا يتلقون التدريب المناسب وأن جهودهم لا تلاقي التقدير المناسب أيضا.

## أنواع أخرى

### الترجمة بلغة الإشارة
يجب أن يقوم مترجم لغة الإشارة بنقل الرسائل بدقة بين لغتين مختلفتين

## وصلات داخلية
- شركة صخر للبرمجيات
- اللغة
- ترجمة
- الترجمة التحريرية والفورية
- وسيط لغوي

## روابط خارجية
- بعض الشركات اللعربية المتخصصة في الترجمة الالية
- بعض مواقع الترجمة الفورية المشهورة bing
- بعض مواقع الترجمة الفورية المشهورة google